# Cratere Senofane
Senofane, o secondo la denominazione ufficiale Xenophanes, è un cratere lunare intitolato al filosofo greco Senofane. È situato lungo il margine nordoccidentale della Luna; è quasi attaccato al cratere Volta, una formazione simile a sud-sudest. A nordest vi è il più piccolo cratere Cleostrato. Questo cratere è significativamente scorciato quando visto dalla Terra, il che ne ostacola l'osservazione diretta.
È un cratere eroso e consunto con un bordo esterno rovinato che è coperto da diversi altri crateri più piccoli. L'orlo è una serie circolare di terreno frastagliato ed irregolare, incavato in alcuni punti lungo la parete interna. Una catena di piccoli crateri si trova lungo il bordo settentrionale e nordorientale. Sul limite occidentale, un paio di spaccature del bordo raggiungono quasi il fondo della superficie. A nordest si trova 'Senofane A', è un cratere con un bordo netto ed un interno accidentato.
La superficie interna è irregolare, ma alcune regioni sono state ricoperte da lava basaltica. Una coppia di bordi di crateri sommersi si trova lungo le sezioni meridionale e nordorientale dell'interno. L'interno è più livellato e meno scabro sul limite orientale.

## Crateri correlati
Alcuni crateri minori situati in prossimità di Senofane sono convenzionalmente identificati, sulle mappe lunari, attraverso una lettera associata al nome.
| Senofane | Latitudine | Longitudine | Diametro |
| -------- | ---------- | ----------- | -------- |
| A        | 60,1° N    | 84,8° W     | 42 km    |
| B        | 59,4° N    | 80,5° W     | 15 km    |
| C        | 59,6° N    | 78,7° W     | 8 km     |
| D        | 58,6° N    | 77,4° W     | 12 km    |
| E        | 58,1° N    | 85,8° W     | 12 km    |
| F        | 56,7° N    | 73,2° W     | 24 km    |
| G        | 56,9° N    | 75,7° W     | 7 km     |
| K        | 58,7° N    | 84,5° W     | 13 km    |
| L        | 54,8° N    | 78,6° W     | 21 km    |
| M        | 54,8° N    | 79,6° W     | 9 km     |